# Pablo Románov
Gran Duque Pablo Aleksándrovich de Rusia (en ruso: Павел Алекса́ндрович Рома́нов; 3 de octubre de 1860 - 30 de enero de 1919) fue un gran duque de Rusia, hijo menor del zar Alejandro II y de su primera esposa María de Hesse-Darmstadt. Fue hermano del zar Alejandro III y tío de Nicolás II.
Ingresó en el ejército ruso, fue general en la Caballería y ayudante general de su hermano y Caballero de la Orden de San Andrés. En 1889, se casó con la princesa Alejandra de Grecia. La pareja tuvo una hija y un hijo, pero Alejandra murió durante el nacimiento de su segundo hijo. Siendo viudo, comenzó una relación con Olga Valerianovna Karnovich, una mujer casada con tres hijos. Después de que Olga obtuviese su divorcio y tras desafiar una fuerte oposición familiar, el gran duque se casó con ella en octubre de 1902. Al contraer un matrimonio morganático con una divorciada desafiando la prohibición del zar, fue desterrado de Rusia y privado de sus títulos y privilegios. Entre 1902 y 1914, vivió en el exilio en París con su segunda esposa, quien le dio tres hijos. En la primavera de 1914, se estableció en Rusia con su segunda familia.
Con el estallido de la Primera Guerra Mundial, fue nombrado al mando del primer cuerpo de la Guardia Imperial. Afligido con mala salud, sirvió solo de manera intermitente. Durante los últimos días del período zarista, fue uno de los pocos miembros de la familia Romanov que permaneció cerca del zar Nicolás y su esposa, Alejandra. Fue él quien informó a la zarina de la abdicación de su esposo.
Como consecuencia de la Revolución rusa, las autoridades soviéticas lo arrestaron en agosto de 1918 en Petrogrado. Ante su precaria salud, su esposa pidió su liberación, pero al contrario lo encarcelaron en la Fortaleza de San Pedro y San Pablo en enero de 1919. Fue fusilado el 30 de enero de 1919 junto a sus primos, los grandes duques Demetrio Constantínovich, Nicolás Mijáilovich y Jorge Mijáilovich, como respuesta al asesinato en Alemania de Rosa Luxemburgo y Karl Liebknecht. Lo sepultaron en una fosa común de la Fortaleza de San Pedro y San Pablo y su cuerpo fue encontrado en 2011.

## Primeros años

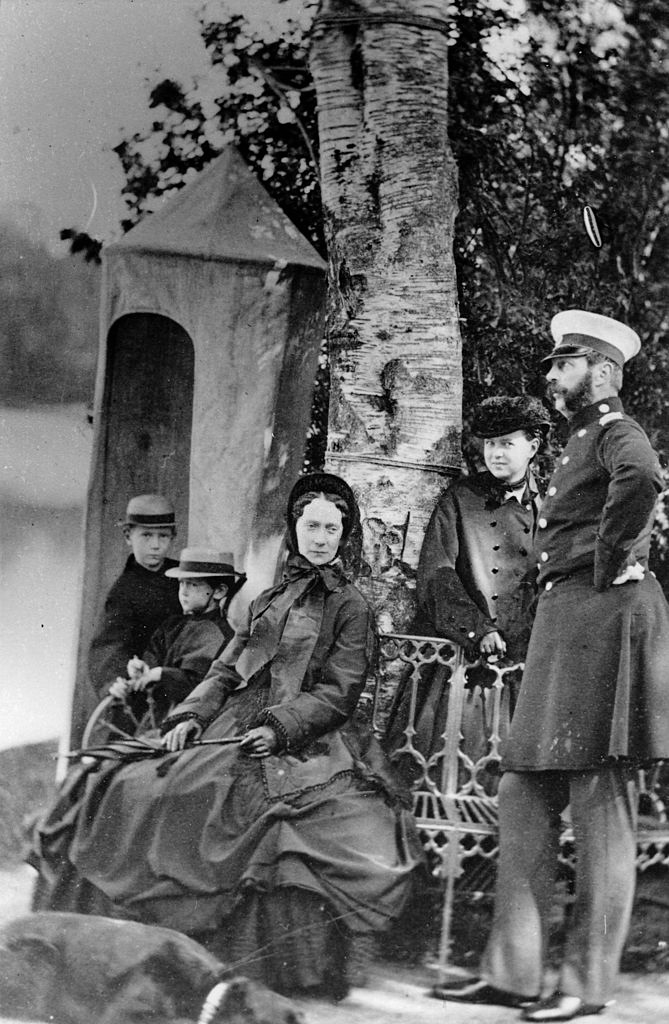
El zar Alejandro II con su esposa y sus tres hijos menores: Sergio, Pablo y María

El gran duque Pablo nació el 3 de octubre de 1860 en el Palacio de Catalina, en Tsárskoye Seló. Fue el octavo hijo del zar Alejandro II de Rusia y de su primera esposa, la emperatriz María Alexandrovna de Rusia.
Sus primeros años los pasó con sus dos hermanos más cercanos en edad: su hermana María y su hermano Sergio, de quien era inseparable. Cuando Pablo nació su madre sufría de tuberculosis y los médicos le aconsejaron que no tuviera más hijos. La familia fue golpeada por la tragedia en 1865 con la muerte de su hermano mayor, el zarévich Nicolás, cuando Pablo tenía cuatro años. Al año siguiente, su padre comenzó una aventura amorosa con la princesa Catalina Dolgorúkov, quien le dio tres hijos.
Los primeros años de Pablo transcurrieron entre Tsárskoye Seló y el Palacio de Invierno en San Petersburgo, con vacaciones en Livadia. A medida que pasaba el tiempo y la salud de la emperatriz la obligaba a evitar el duro clima ruso, la zarina pasaba largas temporadas en el extranjero con sus tres hijos más pequeños en Jugenheim, en las afueras de Darmstadt, y los inviernos en el sur de Francia.

## Educación

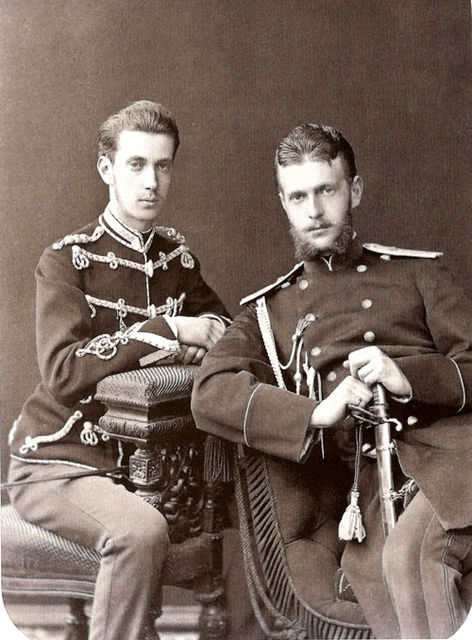
Gran duque Pablo Alexandrovich y su hermano el gran duque Sergio Alexandrovich

El gran duque Pablo fue educado por tutores privados. Desde la década de 1870, Pablo y su hermano Sergio estaban destinados a seguir una carrera militar. De 1864 a 1885, su tutor fue el almirante Dmitri Arsenyev (1832-1915), quien alentó a sus alumnos a tener también una amplia educación artística. El gran duque Pablo se convirtió en un buen actor aficionado y en un excelente bailarín. Era muy querido por su carácter amable, muy diferente de sus hermanos mayores.
Sin embargo, su carrera militar avanzó más lentamente que la de sus hermanos mayores. Se convirtió en teniente en enero de 1874, pero como todavía era demasiado joven, fue el único de los hijos del zar Alejandro II que no participó en la Guerra ruso-turca (1877-1878).
El gran duque Pablo era conocido como amable, religiosa y accesible a las personas. En junio de 1880, fue afligido por la muerte de su madre, cuya delgada figura y delicada salud heredó. Poco después, su padre se casó con su amante Catalina Dolgorúkov. El gran duque, sobreprotegido por su hermano Sergio, no supo del asunto al principio, pero cuando se enteró, angustiado por las noticias, tuvo que viajar al exterior para recuperarse. Estaba en un viaje a Italia con su hermano Sergio cuando su padre fue asesinado en marzo de 1881. El hermano mayor de Pablo, Alejandro III, ascendió al trono ruso.
Desde la infancia, Pablo estuvo muy apegado a su hermano Sergio, su cercanía permaneció también después del matrimonio de Sergio con la princesa Isabel de Hesse y del Rin. Pablo acompañó a la pareja al Reino Unido para conocer a la abuela británica de Isabel, la reina Victoria, quien quedó muy impresionada por Pablo. Después del matrimonio de Sergio, Pablo se mudó con su hermano y su nueva cuñada, quien también se convirtió en una persona muy cercana a él. El trío compartió el mismo hogar por algún tiempo, y viajaron juntos a Jerusalén en 1888. El gran duque tuvo toda su vida los pulmones débiles y pasó períodos en el extranjero para recuperarse. Por consejo médico, visitó Grecia en 1887.

## Primer matrimonio

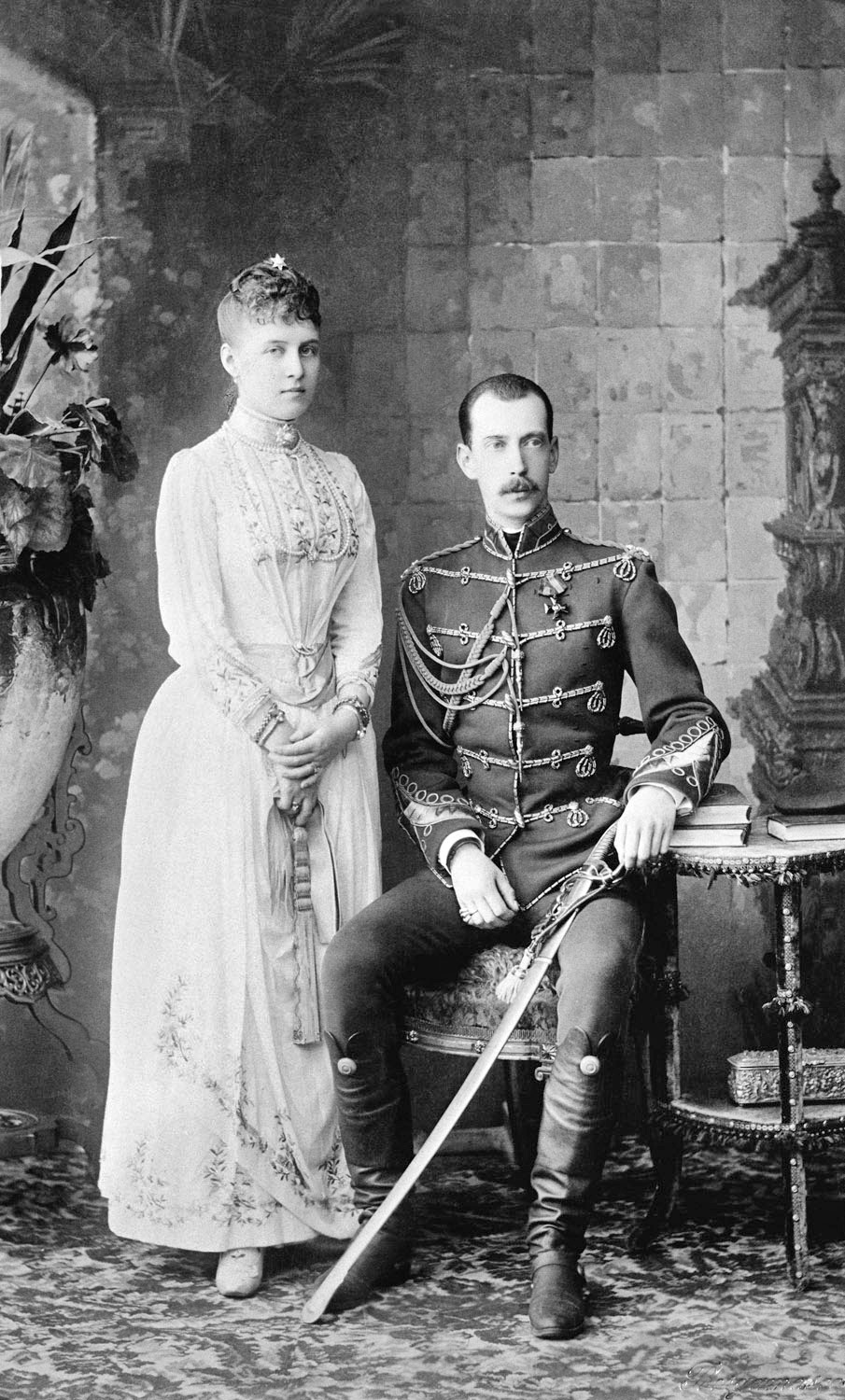
El gran duque Pablo Alexandrovich y la princesa Alejandra de Grecia. 1888

Durante sus visitas a Grecia, en el ambiente familiar de su prima, la reina Olga de Grecia, el gran duque se fue acercando a su hija mayor, la princesa Alejandra de Grecia. El padre de Alejandra, el rey Jorge I de Grecia, era hermano de la zarina María Feodorovna, cuñada de Pablo. Durante el aniversario de bodas de plata de los reyes Jorge y Olga de Grecia, Pablo pidió la mano de Alejandra y fue aceptado. Alejandra había estado en Rusia varias veces durante las visitas a casa de sus parientes maternos. Su compromiso fue anunciado el 10 de noviembre de 1888. La boda tuvo lugar el 17 de junio de 1889 en San Petersburgo, en la capilla del palacio de Invierno. El gran duque Pablo tenía veintinueve años y su esposa tenía diez años menos.
El matrimonio se instaló con su esposa en su propio palacio en San Petersburgo en el terraplén inglés, n.º 68. La mansión estaba ubicada detrás de la Iglesia de la Anunciación y enfrente del Cuerpo de la Marina en el centro de San Petersburgo. Fue construida con estilo renacentista florentino por el arquitecto Alexander Krakau entre 1859-1862 para el barón Alexander von Stieglitz, un financiero prominente y el primer gobernador del Banco de Rusia. Después de la muerte de Stieglitz en 1884, la mansión la heredó su hija adoptiva, Nadezhda Polovtsova. Vendió la propiedad al Tesoro en 1887, y el gran duque la compró ese mismo año. En 1889, hizo que el arquitecto Maximilian Messmacher rediseñara algunos cuartos interiores, creando un salón moro. Los tesoros de la casa incluían una escalera de mármol blanco, una sala de estar decorada con cariátides, la biblioteca con paneles de roble y la sala de conciertos con retratos de grandes compositores y paneles que representan Las Cuatro Estaciones.

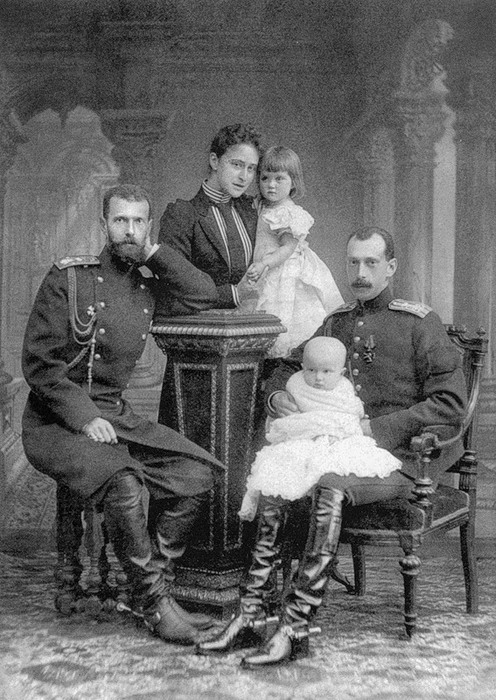
El gran duque Sergio Alexandrovich; su esposa, la gran duquesa Isabel Feodorovna con la gran duquesa María Pavlovna; el gran duque Pablo Alexandrovich con su hijo, Dmitri, en su regazo

El matrimonio del Gran Duque Paul fue feliz, pero breve. Alejandra, después de un primer embarazo difícil, dio a luz a una hija el 18 de abril de 1890, la gran duquesa María Pavlovna. Alejandra tenía una constitución frágil y también sentía nostalgia por su Grecia natal. En otoño de ese mismo año, el gran duque Pablo llevó a su esposa a unas vacaciones en Grecia. A su regreso a Rusia, fue nombrado comandante de los guardias de la casa imperial en Krasnoye Selo y, por lo tanto, generalmente empezó a estar fuera cumpliendo con sus deberes militares. Pablo y su esposa recibieron habitaciones en el palacio de Catalina en Tsárskoye Seló, pero se veían solo los fines de semana. Aunque el gran duque Sergio y su esposa Isabel se mudaron a Moscú en mayo de 1891, las dos parejas permanecieron muy cerca. En el verano de 1891, Pablo y Alejandra decidieron pasar un tiempo con ellos en Ilinskoie, la finca de Sergio a las afueras de Moscú. Mientras estaba allí, Alejandra, embarazada de siete meses de su segundo hijo, se metió sin cuidado en un bote, causando un parto prematuro y al día siguiente dio a luz a un hijo, el gran duque Demetrio Románov. Alejandra no recuperó la conciencia y murió seis días después, el 24 de septiembre de 1891.

## Segundo matrimonio

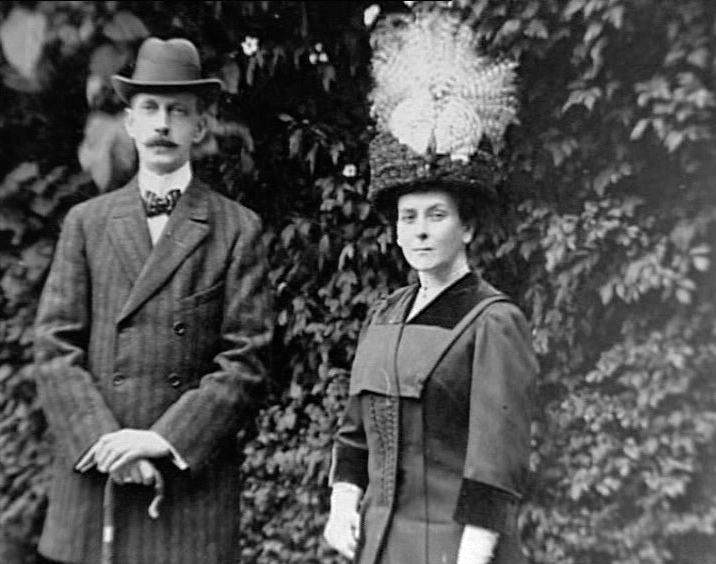
El gran duque Pablo y su segunda esposa, Olga Valerianovna Karnovich.

En 1895, el gran duque comenzó una relación amorosa con la plebeya, Olga Valerianovna Karnovich. Olga estaba casada y tenía tres hijos pequeños. Su esposo, Eric von Pistohlkors, era ayudante de campo del hermano de Pablo, el gran duque Vladímir, y capitán en el regimiento de Pablo. El asunto inicialmente permaneció en secreto, pero se hizo público en la corte cuando Olga, durante un baile, llevaba un collar de diamantes que había pertenecido a la madre de Pablo y que había regalado a Olga. La zarina viuda, María Fiódorovna reconoció la joya y Olga se la quitó. Olga se quedó embarazada de Pablo y dio a luz a un hijo, Vladímir, en 1897, y, tras esto, Eric von Pistohlkors pidió el divorcio.
El gran duque Pablo quiso reconocer al niño, que había nacido legalmente como el hijo de Eric von Pistohlkors, y casarse con Olga, pero el zar Nicolás II y el gran duque Vladímir se opusieron vehementemente a su unión. El gran duque le dio la espalda a su familia; perdió interés en María y Demitrio y en cambio pasó largos períodos en el extranjero con su amante. En 1900, compró una mansión en Bois de Boulogne, que había pertenecido a la princesa Zenaida Ivanovna Yusupova, con la intención de establecerse allí y casarse con Olga una vez que se divorciara. El gran duque Vladímir le hizo jurar que no se casaría con Olga. Con esta seguridad, el divorcio de Olga fue otorgado en 1902.
Las cosas se complicaron aún más cuando, en agosto de ese mismo año, la sobrina de Pablo, la gran duquesa Elena Vladímirovna se casó con el príncipe Nicolás de Grecia, ex cuñado de Pablo. Fue la primera vez que el ex-suegro de Pablo, el rey Jorge de Grecia, viajaba a Rusia desde la muerte de su hija Alejandra. Su reunión fue muy incómoda. Después de que las celebraciones de la boda terminaron, Pablo se fue a Italia, donde Olga lo esperaba. Estaba decidido a casarse con Olga desafiando la fuerte oposición familiar, particularmente de su hermano Sergio y su cuñada Isabel, quienes le suplicaron que lo reconsiderara y pensara en sus hijos y sus responsabilidades en Rusia. La relación con su hermano y su cuñada, tan cercana antes, nunca se recuperó.
El 10 de octubre de 1902, el gran duque Pablo se casó con Olga en una iglesia ortodoxa griega en Livorno, Italia. Debido a que se casó morganáticamente y sin el permiso del zar, el gran duque fue desterrado de Rusia; despedido de sus comisiones militares; todas sus propiedades fueron confiscadas, y su hermano, el gran duque Sergio, fue nombrado guardián de María y Demitrio.
Dos años después el gobierno bávaro le otorgó a Olga el título de condesa de Hohenfelsen y en 1915, después de regresar a Rusia, el zar le concedió el título de princesa Paléi. Con ella tuvo tres hijos:
- Vladímir Pávlovich Paléi (1897-1918), talentoso poeta.
- Irina Pávlovna Paléi (1903-1990).
- Natalia Pávlovna Paléi (1905-1981).

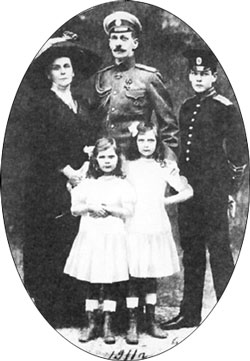
El Gran duque Pablo Aleksándrovich con su segunda esposa, la princesa Olga Paléi y sus tres hijos: Vladimiro, Natalia e Irene.

## Exilio

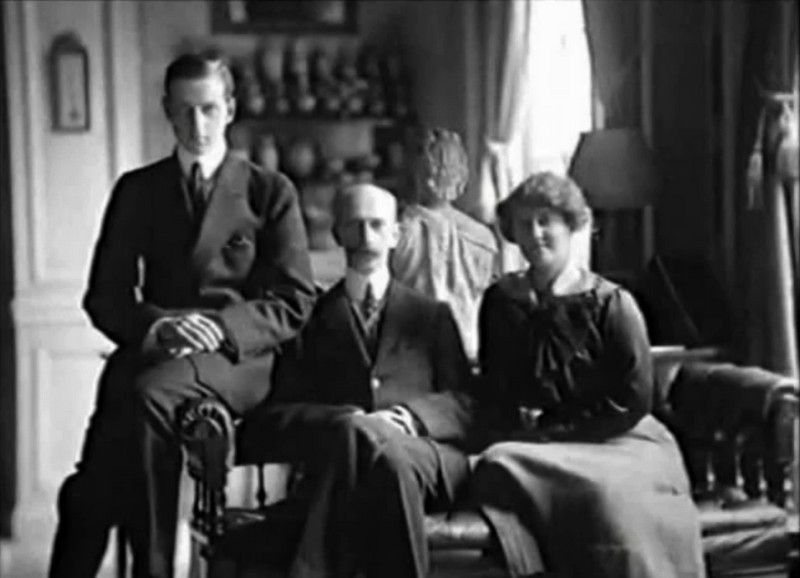
El gran duque Pablo con sus hijos de su primer matrimonio: Demitrio y María Pavlovna. París, 1914

El gran duque Pablo y su segunda esposa estaban de vacaciones en Italia cuando fueron informados de su destierro de Rusia. Se instalaron en Boulogne-sur-Seine, donde nació su hija, Irina, en diciembre de 1903.
En 1904 arregló a través del príncipe regente Leopoldo de Baviera para que su esposa y sus hijos obtuvieran el título hereditario de conde y condesas de Hohenfelsen con un escudo de armas. Con el asesinato de su hermano Sergio en febrero de 1905, se permitió que Pablo regresara a Rusia para el funeral, pero a Olga se le negó la entrada en abril para asistir a la promoción de su hijo Alejandro Pistohlkors como oficial del ejército. Pablo reclamó la custodia de María y Demetrii, pero el zar hizo de su cuñada su guardiana. A partir de ese momento, el gran duque pudo visitar a sus hijos pero no regresar a Rusia permanentemente con su segunda esposa. El 5 de diciembre de ese mismo año, Pablo y Olga tuvieron otra hija, Natalia, completando su familia.
Aunque fuera un proscrito de los Romanov, el gran duque tuvo una vida feliz en París con Olga y sus tres hijos. Tenían un equipo de dieciséis sirvientas, jardineros, cocineros y tutores, y eran grandes coleccionistas de porcelana y arte. En su mansión en Boulogne-sur-Seine, tenían una vida social agitada que ofrecía cenas y recepciones fastuosas entre escritores, artistas y rusos en el extranjero. La pareja estaba muy cercana a sus tres hijos, y los domingos, toda la familia asistía a misa privada en la iglesia rusa en la rue Daru.
Aunque no fue consultado para el compromiso de su hija, la gran duquesa María Pavlovna con el príncipe Guillermo de Suecia, Pablo asistió a la boda en 1908. Ese mismo año, Pablo, Olga y sus tres hijos visitaron Rusia juntos por primera vez. Poco después, regresaron a París, pero su hijo, Vladímir, se quedó en Rusia y se convirtió en un estudiante en el Corps des Pages.
En 1912, con motivo de que Demetrio alcanzara su mayoría de edad, el zar Nicolás II finalmente cedió y perdonó a su único tío sobreviviente, restaurando los títulos y privilegios del gran duque Pablo. También reconoció como válido su segundo matrimonio.
Sin embargo, el gran duque decidió seguir viviendo en Francia. En 1913 visitó Rusia, una vez más, para participar en la celebración del 300 aniversario de la familia Romanov en el trono de Rusia y regresó permanentemente a Rusia solo cuando terminó una casa para él y su familia en Tsarskoe Selo en mayo de 1914.

## Primera Guerra Mundial

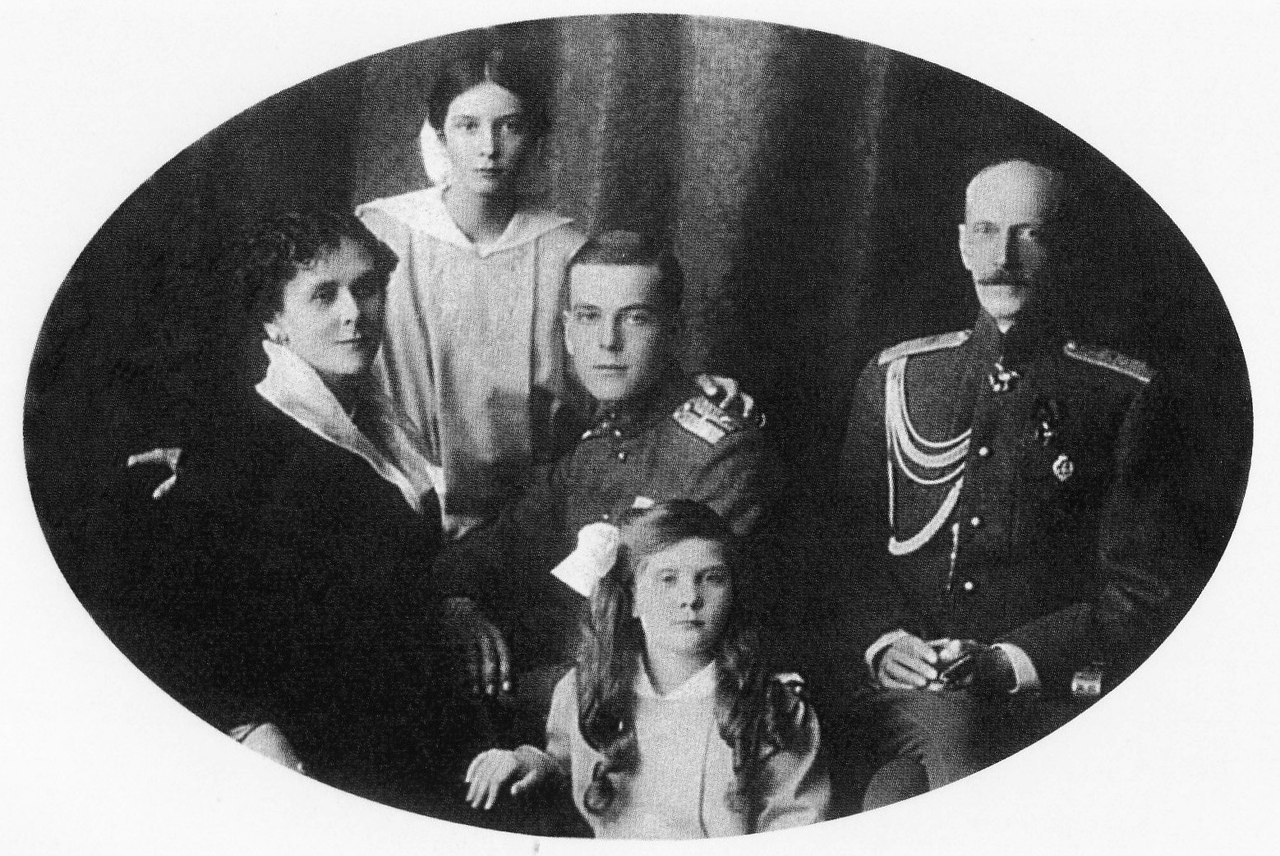
El gran duque Pablo y su segunda familia. De izquierda a derecha: su esposa la princesa Olga, su hija la princesa Irina, el príncipe Vladímir, la princesa Natalia y él. 1916.

Durante la Gran Guerra, los dos hijos del gran duque Pablo Alelsándrovich, Demetrio y Vladímir, se unieron a la batalla y su hija, la gran duquesa María Pavlovna, se convirtió en enfermera del ejército. En agosto de 1915, el zar concedió a su esposa el título de princesa Paley con el tratamiento de Alteza Serenísima, y sus hijos también se convirtieron en el príncipe Vladímir Pavlovich Paley y las princesas Irina Pavlovna y Natalia Pavlovna Paley. En el mismo mes, el príncipe Vladímir Paley se unió a un regimiento. Aunque había estado alejado del servicio activo durante muchos años y su salud era frágil, el gran duque Pablo le rogó a su sobrino, el zar Nicolás II, que le asignara un puesto militar activo en los campos de batalla.  En ese momento, Pablo era, una vez más, uno de los pocos miembros de la familia Romanov en buenos términos con la emperatriz Alejandra. A través de su intervención, Nicolás II colocó a Pablo en el mando del Primer Cuerpo de la Guardia Imperial en 1915.  Sin embargo, antes de que pudiera asumir su nombramiento militar, se sintió gravemente enfermo con problemas de vesícula biliar. Se temía que tuviera cáncer y pasó el otoño y el invierno de 1915-1916 enfermo. Solo después de que se recuperó transcurridos varios meses, en mayo de 1916, el gran duque, ignorando el consejo de su médico, tomó el mando de su regimiento de Guardias. Sirvió con el rango de general de Caballería.  Después de una batalla difícil en el frente bajo un fuerte bombardeo enemigo en la aldea de Sokoul, fue galardonado con la Cruz de San Jorge, una de las condecoraciones militares más codiciadas. Debido a su mala salud, el gran duque fue nombrado, en septiembre de 1916, inspector general de la Guardia en el cuartel general del zar y su hijo, Vladimir, fue puesto bajo sus órdenes.

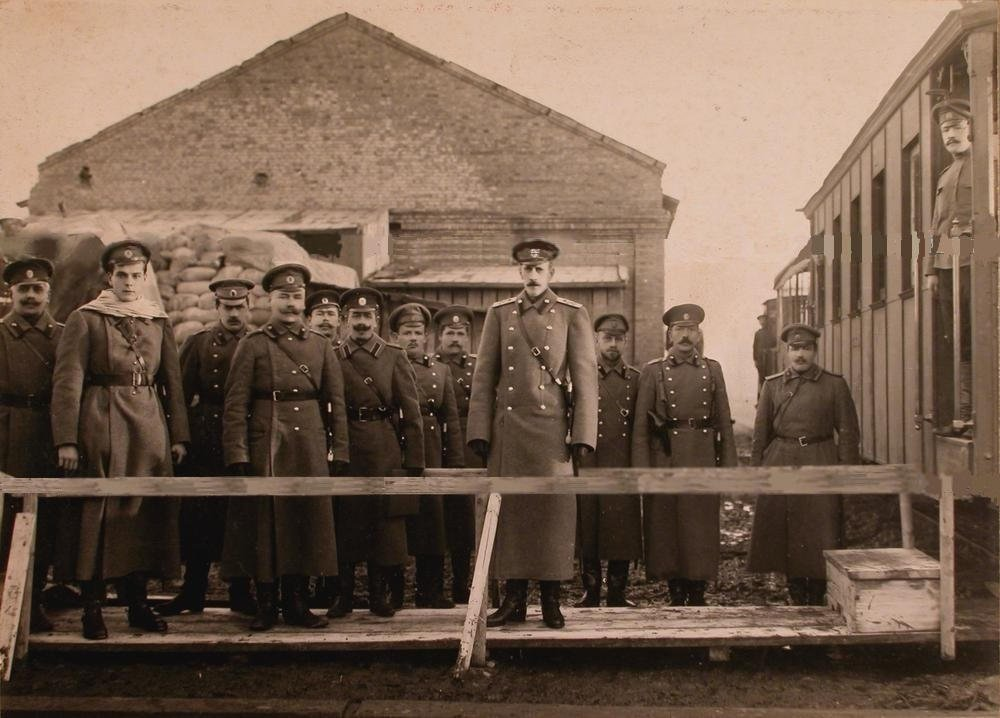
El gran duque Pablo (el más alto) y su hijo Vladímir (el más joven sin bigote)

En el otoño de 1916, Pablo tomó unas vacaciones de tres semanas en Crimea con su esposa e hijos. En su camino de regreso al norte, en noviembre, visitó a la emperatriz viuda María Fiódorovna en Kiev. La zarina viuda y su yerno, el gran duque Alejandro Mijáilovich, solicitaron su ayuda para convencer a Nicolás II y su esposa de la necesidad del cambio y deshacerse de la influencia dañina de Rasputín. El gran duque tuvo una audiencia con el zar y la zarina en diciembre, y aunque manejó el problema con tacto, no tuvo éxito. Sin embargo, fue capaz de mantener la confianza de Nicolás II y Alejandra incluso después de que fue sacudida por la participación de su hijo Demitrio en el asesinato de Rasputín en diciembre de 1916. Pablo, que estaba en Stavka con Nicolás II cuando ambos recibieron noticias del evento, estaba horrorizado por la participación de su hijo en el asesinato. El gran duque apoyó a su hijo y escribió una carta al zar pidiendo clemencia para Demitrio. Sin embargo, después de pasar un tiempo bajo arresto domiciliario, Demetrio fue enviado al frente persa como una forma de exilio.
En marzo de 1917, Alejandra convocó a Pablo y le pidió que fuera al frente y reuniera algunas tropas para salvar el trono. Se negó, convencido de que iba a ser una tarea infructuosa. En cambio, con la ayuda del príncipe Miguel Putiatin y el abogado Nicholas Ivanov, el gran duque redactó un manifiesto que introducía la idea de una monarquía constitucional con Nicolás II como emperador. Fue firmado por Pablo, el gran duque Miguel y el gran duque Cirilo, los tres grandes duques más importantes en el último período de la Rusia imperial. El manifiesto fue luego entregado a la Duma para ser presentado para la firma del zar el 1 de marzo. Sin embargo, antes de eso, el tren del zar se detuvo y Nicolás II abdicó el 2 de marzo. Le tocó al gran duque Pablo informar a la zarina de la abdicación de su esposo.

## Ancestros
| \| \| \| \| \| \| \| \| \| \| \| \| \| \| \| \| \| \| \| \| 16. Pedro III de Rusia \| \| \| \| \| \| \| \| \| \| \| \| \| \| \| \| \| \| \| \| \| \| \| \| \| \| \| \| \| \| \| \| \| \| \| \| \| \| \| \| \| \| \| \| \| \| \| \| \| \| \| \| \| \| 8. Pablo I de Rusia \| \| \| \| \| \| \| \| \| \| \| \| \| \| \| \| \| \| \| \| \| \| \| \| \| \| \| \| \| \| \| \| \| \| \| \| \| \| \| \| \| \| \| \| \| \| \| \| \| \| \| \| \| \| 17. Catalina II de Rusia \| \| \| \| \| \| \| \| \| \| \| \| \| \| \| \| \| \| \| \| \| \| \| \| \| \| \| \| \| \| \| \| \| \| \| \| \| \| \| \| \| \| \| \| \| \| \| \| \| \| \| \| \| \| 4. Nicolás I de Rusia \| \| \| \| \| \| \| \| \| \| \| \| \| \| \| \| \| \| \| \| \| \| \| \| \| \| \| \| \| \| \| \| \| \| \| \| \| \| \| \| \| \| \| \| \| \| \| \| \| \| \| \| \| \| 18. Federico II Eugenio, duque de Wurtemberg \| \| \| \| \| \| \| \| \| \| \| \| \| \| \| \| \| \| \| \| \| \| \| \| \| \| \| \| \| \| \| \| \| \| \| \| \| \| \| \| \| \| \| \| \| \| \| \| \| \| \| \| \| \| 9. Duquesa Sofía Dorotea de Wurtemberg \| \| \| \| \| \| \| \| \| \| \| \| \| \| \| \| \| \| \| \| \| \| \| \| \| \| \| \| \| \| \| \| \| \| \| \| \| \| \| \| \| \| \| \| \| \| \| \| \| \| \| \| \| \| 19. Margarvina Federica de Brandeburgo-Schwedt \| \| \| \| \| \| \| \| \| \| \| \| \| \| \| \| \| \| \| \| \| \| \| \| \| \| \| \| \| \| \| \| \| \| \| \| \| \| \| \| \| \| \| \| \| \| \| \| \| \| \| \| \| \| 2. Alejandro II de Rusia \| \| \| \| \| \| \| \| \| \| \| \| \| \| \| \| \| \| \| \| \| \| \| \| \| \| \| \| \| \| \| \| \| \| \| \| \| \| \| \| \| \| \| \| \| \| \| \| \| \| \| \| \| \| 20. Federico Guillermo II de Prusia \| \| \| \| \| \| \| \| \| \| \| \| \| \| \| \| \| \| \| \| \| \| \| \| \| \| \| \| \| \| \| \| \| \| \| \| \| \| \| \| \| \| \| \| \| \| \| \| \| \| \| \| \| \| 10. Federico Guillermo III de Prusia \| \| \| \| \| \| \| \| \| \| \| \| \| \| \| \| \| \| \| \| \| \| \| \| \| \| \| \| \| \| \| \| \| \| \| \| \| \| \| \| \| \| \| \| \| \| \| \| \| \| \| \| \| \| 21. Princesa Federica Luisa de Hesse-Darmstadt \| \| \| \| \| \| \| \| \| \| \| \| \| \| \| \| \| \| \| \| \| \| \| \| \| \| \| \| \| \| \| \| \| \| \| \| \| \| \| \| \| \| \| \| \| \| \| \| \| \| \| \| \| \| 5. Princesa Carlota de Prusia \| \| \| \| \| \| \| \| \| \| \| \| \| \| \| \| \| \| \| \| \| \| \| \| \| \| \| \| \| \| \| \| \| \| \| \| \| \| \| \| \| \| \| \| \| \| \| \| \| \| \| \| \| \| 22. Carlos II, Gran Duque de Mecklemburgo-Strelitz \| \| \| \| \| \| \| \| \| \| \| \| \| \| \| \| \| \| \| \| \| \| \| \| \| \| \| \| \| \| \| \| \| \| \| \| \| \| \| \| \| \| \| \| \| \| \| \| \| \| \| \| \| \| 11. Duquesa Luisa de Mecklemburgo-Strelitz \| \| \| \| \| \| \| \| \| \| \| \| \| \| \| \| \| \| \| \| \| \| \| \| \| \| \| \| \| \| \| \| \| \| \| \| \| \| \| \| \| \| \| \| \| \| \| \| \| \| \| \| \| \| 23. Princesa Federica de Hesse-Darmstadt \| \| \| \| \| \| \| \| \| \| \| \| \| \| \| \| \| \| \| \| \| \| \| \| \| \| \| \| \| \| \| \| \| \| \| \| \| \| \| \| \| \| \| \| \| \| \| \| \| \| \| \| \| \| 1. Gran Duque Pablo Aleksándrovich de Rusia \| \| \| \| \| \| \| \| \| \| \| \| \| \| \| \| \| \| \| \| \| \| \| \| \| \| \| \| \| \| \| \| \| \| \| \| \| \| \| \| \| \| \| \| \| \| \| \| \| \| \| \| \| \| 24. Luis IX, Landgrave de Hesse-Darmstadt \| \| \| \| \| \| \| \| \| \| \| \| \| \| \| \| \| \| \| \| \| \| \| \| \| \| \| \| \| \| \| \| \| \| \| \| \| \| \| \| \| \| \| \| \| \| \| \| \| \| \| \| \| \| 12. Luis I, Gran Duque de Hesse y el Rin \| \| \| \| \| \| \| \| \| \| \| \| \| \| \| \| \| \| \| \| \| \| \| \| \| \| \| \| \| \| \| \| \| \| \| \| \| \| \| \| \| \| \| \| \| \| \| \| \| \| \| \| \| \| 25. Condesa Palatina Carolina de Zweibrücken-Birkenfeld \| \| \| \| \| \| \| \| \| \| \| \| \| \| \| \| \| \| \| \| \| \| \| \| \| \| \| \| \| \| \| \| \| \| \| \| \| \| \| \| \| \| \| \| \| \| \| \| \| \| \| \| \| \| 6. Luis II, Gran Duque de Hesse y el Rin \| \| \| \| \| \| \| \| \| \| \| \| \| \| \| \| \| \| \| \| \| \| \| \| \| \| \| \| \| \| \| \| \| \| \| \| \| \| \| \| \| \| \| \| \| \| \| \| \| \| \| \| \| \| 26. Príncipe Jorge Guillermo de Hesse-Darmstadt \| \| \| \| \| \| \| \| \| \| \| \| \| \| \| \| \| \| \| \| \| \| \| \| \| \| \| \| \| \| \| \| \| \| \| \| \| \| \| \| \| \| \| \| \| \| \| \| \| \| \| \| \| \| 13. Princesa Luisa de Hesse-Darmstadt \| \| \| \| \| \| \| \| \| \| \| \| \| \| \| \| \| \| \| \| \| \| \| \| \| \| \| \| \| \| \| \| \| \| \| \| \| \| \| \| \| \| \| \| \| \| \| \| \| \| \| \| \| \| 27. Condesa María Luisa Albertina de Leiningen-Falkenburg-Dagsburg \| \| \| \| \| \| \| \| \| \| \| \| \| \| \| \| \| \| \| \| \| \| \| \| \| \| \| \| \| \| \| \| \| \| \| \| \| \| \| \| \| \| \| \| \| \| \| \| \| \| \| \| \| \| 3. Princesa María de Hesse y el Rin \| \| \| \| \| \| \| \| \| \| \| \| \| \| \| \| \| \| \| \| \| \| \| \| \| \| \| \| \| \| \| \| \| \| \| \| \| \| \| \| \| \| \| \| \| \| \| \| \| \| \| \| \| \| 28. Carlos Federico I, Gran Duque de Baden \| \| \| \| \| \| \| \| \| \| \| \| \| \| \| \| \| \| \| \| \| \| \| \| \| \| \| \| \| \| \| \| \| \| \| \| \| \| \| \| \| \| \| \| \| \| \| \| \| \| \| \| \| \| 14. Carlos Luis, príncipe heredero de Baden \| \| \| \| \| \| \| \| \| \| \| \| \| \| \| \| \| \| \| \| \| \| \| \| \| \| \| \| \| \| \| \| \| \| \| \| \| \| \| \| \| \| \| \| \| \| \| \| \| \| \| \| \| \| 29. Landgravina Carolina Luisa de Hesse-Darmstadt \| \| \| \| \| \| \| \| \| \| \| \| \| \| \| \| \| \| \| \| \| \| \| \| \| \| \| \| \| \| \| \| \| \| \| \| \| \| \| \| \| \| \| \| \| \| \| \| \| \| \| \| \| \| 7. Princesa Guillermina de Baden \| \| \| \| \| \| \| \| \| \| \| \| \| \| \| \| \| \| \| \| \| \| \| \| \| \| \| \| \| \| \| \| \| \| \| \| \| \| \| \| \| \| \| \| \| \| \| \| \| \| \| \| \| \| 30. Luis IX, Landgrave de Hesse-Darmstadt (= 24) \| \| \| \| \| \| \| \| \| \| \| \| \| \| \| \| \| \| \| \| \| \| \| \| \| \| \| \| \| \| \| \| \| \| \| \| \| \| \| \| \| \| \| \| \| \| \| \| \| \| \| \| \| \| 15. Princesa Amalia de Hesse-Darmstadt \| \| \| \| \| \| \| \| \| \| \| \| \| \| \| \| \| \| \| \| \| \| \| \| \| \| \| \| \| \| \| \| \| \| \| \| \| \| \| \| \| \| \| \| \| \| \| \| \| \| \| \| \| \| 31. Condesa Palatina Carolina de Zweibrücken-Birkenfeld (= 25) \| \| \| \| \| \| \| \| \| \| \| \| \| \| \| \| \| \| \| \| \| \| \| \| \| \| \| \| \| \| \| \| \| \| \| \| \| \| \| \| \| \| \| \| \| \| \| \| \| \| \| \| |                                                                    |  |  |  |  |  |  |  |  |  |  |  |  |  |  |  |
| |                                                                    |  |  |  |  |  |  |  |  |  |  |  |  |  |  |  |
| | 16. Pedro III de Rusia                                             |  |  |  |  |  |  |  |  |  |  |  |  |  |  |  |
| |                                                                    |  |  |  |  |  |  |  |  |  |  |  |  |  |  |  |
| |                                                                    |  |  |  |  |  |  |  |  |  |  |  |  |  |  |  |
| | 8. Pablo I de Rusia                                                |  |  |  |  |  |  |  |  |  |  |  |  |  |  |  |
| |                                                                    |  |  |  |  |  |  |  |  |  |  |  |  |  |  |  |
| |                                                                    |  |  |  |  |  |  |  |  |  |  |  |  |  |  |  |
| | 17. Catalina II de Rusia                                           |  |  |  |  |  |  |  |  |  |  |  |  |  |  |  |
| |                                                                    |  |  |  |  |  |  |  |  |  |  |  |  |  |  |  |
| |                                                                    |  |  |  |  |  |  |  |  |  |  |  |  |  |  |  |
| | 4. Nicolás I de Rusia                                              |  |  |  |  |  |  |  |  |  |  |  |  |  |  |  |
| |                                                                    |  |  |  |  |  |  |  |  |  |  |  |  |  |  |  |
| |                                                                    |  |  |  |  |  |  |  |  |  |  |  |  |  |  |  |
| | 18. Federico II Eugenio, duque de Wurtemberg                       |  |  |  |  |  |  |  |  |  |  |  |  |  |  |  |
| |                                                                    |  |  |  |  |  |  |  |  |  |  |  |  |  |  |  |
| |                                                                    |  |  |  |  |  |  |  |  |  |  |  |  |  |  |  |
| | 9. Duquesa Sofía Dorotea de Wurtemberg                             |  |  |  |  |  |  |  |  |  |  |  |  |  |  |  |
| |                                                                    |  |  |  |  |  |  |  |  |  |  |  |  |  |  |  |
| |                                                                    |  |  |  |  |  |  |  |  |  |  |  |  |  |  |  |
| | 19. Margarvina Federica de Brandeburgo-Schwedt                     |  |  |  |  |  |  |  |  |  |  |  |  |  |  |  |
| |                                                                    |  |  |  |  |  |  |  |  |  |  |  |  |  |  |  |
| |                                                                    |  |  |  |  |  |  |  |  |  |  |  |  |  |  |  |
| | 2. Alejandro II de Rusia                                           |  |  |  |  |  |  |  |  |  |  |  |  |  |  |  |
| |                                                                    |  |  |  |  |  |  |  |  |  |  |  |  |  |  |  |
| |                                                                    |  |  |  |  |  |  |  |  |  |  |  |  |  |  |  |
| | 20. Federico Guillermo II de Prusia                                |  |  |  |  |  |  |  |  |  |  |  |  |  |  |  |
| |                                                                    |  |  |  |  |  |  |  |  |  |  |  |  |  |  |  |
| |                                                                    |  |  |  |  |  |  |  |  |  |  |  |  |  |  |  |
| | 10. Federico Guillermo III de Prusia                               |  |  |  |  |  |  |  |  |  |  |  |  |  |  |  |
| |                                                                    |  |  |  |  |  |  |  |  |  |  |  |  |  |  |  |
| |                                                                    |  |  |  |  |  |  |  |  |  |  |  |  |  |  |  |
| | 21. Princesa Federica Luisa de Hesse-Darmstadt                     |  |  |  |  |  |  |  |  |  |  |  |  |  |  |  |
| |                                                                    |  |  |  |  |  |  |  |  |  |  |  |  |  |  |  |
| |                                                                    |  |  |  |  |  |  |  |  |  |  |  |  |  |  |  |
| | 5. Princesa Carlota de Prusia                                      |  |  |  |  |  |  |  |  |  |  |  |  |  |  |  |
| |                                                                    |  |  |  |  |  |  |  |  |  |  |  |  |  |  |  |
| |                                                                    |  |  |  |  |  |  |  |  |  |  |  |  |  |  |  |
| | 22. Carlos II, Gran Duque de Mecklemburgo-Strelitz                 |  |  |  |  |  |  |  |  |  |  |  |  |  |  |  |
| |                                                                    |  |  |  |  |  |  |  |  |  |  |  |  |  |  |  |
| |                                                                    |  |  |  |  |  |  |  |  |  |  |  |  |  |  |  |
| | 11. Duquesa Luisa de Mecklemburgo-Strelitz                         |  |  |  |  |  |  |  |  |  |  |  |  |  |  |  |
| |                                                                    |  |  |  |  |  |  |  |  |  |  |  |  |  |  |  |
| |                                                                    |  |  |  |  |  |  |  |  |  |  |  |  |  |  |  |
| | 23. Princesa Federica de Hesse-Darmstadt                           |  |  |  |  |  |  |  |  |  |  |  |  |  |  |  |
| |                                                                    |  |  |  |  |  |  |  |  |  |  |  |  |  |  |  |
| |                                                                    |  |  |  |  |  |  |  |  |  |  |  |  |  |  |  |
| | 1. Gran Duque Pablo Aleksándrovich de Rusia                        |  |  |  |  |  |  |  |  |  |  |  |  |  |  |  |
| |                                                                    |  |  |  |  |  |  |  |  |  |  |  |  |  |  |  |
| |                                                                    |  |  |  |  |  |  |  |  |  |  |  |  |  |  |  |
| | 24. Luis IX, Landgrave de Hesse-Darmstadt                          |  |  |  |  |  |  |  |  |  |  |  |  |  |  |  |
| |                                                                    |  |  |  |  |  |  |  |  |  |  |  |  |  |  |  |
| |                                                                    |  |  |  |  |  |  |  |  |  |  |  |  |  |  |  |
| | 12. Luis I, Gran Duque de Hesse y el Rin                           |  |  |  |  |  |  |  |  |  |  |  |  |  |  |  |
| |                                                                    |  |  |  |  |  |  |  |  |  |  |  |  |  |  |  |
| |                                                                    |  |  |  |  |  |  |  |  |  |  |  |  |  |  |  |
| | 25. Condesa Palatina Carolina de Zweibrücken-Birkenfeld            |  |  |  |  |  |  |  |  |  |  |  |  |  |  |  |
| |                                                                    |  |  |  |  |  |  |  |  |  |  |  |  |  |  |  |
| |                                                                    |  |  |  |  |  |  |  |  |  |  |  |  |  |  |  |
| | 6. Luis II, Gran Duque de Hesse y el Rin                           |  |  |  |  |  |  |  |  |  |  |  |  |  |  |  |
| |                                                                    |  |  |  |  |  |  |  |  |  |  |  |  |  |  |  |
| |                                                                    |  |  |  |  |  |  |  |  |  |  |  |  |  |  |  |
| | 26. Príncipe Jorge Guillermo de Hesse-Darmstadt                    |  |  |  |  |  |  |  |  |  |  |  |  |  |  |  |
| |                                                                    |  |  |  |  |  |  |  |  |  |  |  |  |  |  |  |
| |                                                                    |  |  |  |  |  |  |  |  |  |  |  |  |  |  |  |
| | 13. Princesa Luisa de Hesse-Darmstadt                              |  |  |  |  |  |  |  |  |  |  |  |  |  |  |  |
| |                                                                    |  |  |  |  |  |  |  |  |  |  |  |  |  |  |  |
| |                                                                    |  |  |  |  |  |  |  |  |  |  |  |  |  |  |  |
| | 27. Condesa María Luisa Albertina de Leiningen-Falkenburg-Dagsburg |  |  |  |  |  |  |  |  |  |  |  |  |  |  |  |
| |                                                                    |  |  |  |  |  |  |  |  |  |  |  |  |  |  |  |
| |                                                                    |  |  |  |  |  |  |  |  |  |  |  |  |  |  |  |
| | 3. Princesa María de Hesse y el Rin                                |  |  |  |  |  |  |  |  |  |  |  |  |  |  |  |
| |                                                                    |  |  |  |  |  |  |  |  |  |  |  |  |  |  |  |
| |                                                                    |  |  |  |  |  |  |  |  |  |  |  |  |  |  |  |
| | 28. Carlos Federico I, Gran Duque de Baden                         |  |  |  |  |  |  |  |  |  |  |  |  |  |  |  |
| |                                                                    |  |  |  |  |  |  |  |  |  |  |  |  |  |  |  |
| |                                                                    |  |  |  |  |  |  |  |  |  |  |  |  |  |  |  |
| | 14. Carlos Luis, príncipe heredero de Baden                        |  |  |  |  |  |  |  |  |  |  |  |  |  |  |  |
| |                                                                    |  |  |  |  |  |  |  |  |  |  |  |  |  |  |  |
| |                                                                    |  |  |  |  |  |  |  |  |  |  |  |  |  |  |  |
| | 29. Landgravina Carolina Luisa de Hesse-Darmstadt                  |  |  |  |  |  |  |  |  |  |  |  |  |  |  |  |
| |                                                                    |  |  |  |  |  |  |  |  |  |  |  |  |  |  |  |
| |                                                                    |  |  |  |  |  |  |  |  |  |  |  |  |  |  |  |
| | 7. Princesa Guillermina de Baden                                   |  |  |  |  |  |  |  |  |  |  |  |  |  |  |  |
| |                                                                    |  |  |  |  |  |  |  |  |  |  |  |  |  |  |  |
| |                                                                    |  |  |  |  |  |  |  |  |  |  |  |  |  |  |  |
| | 30. Luis IX, Landgrave de Hesse-Darmstadt (= 24)                   |  |  |  |  |  |  |  |  |  |  |  |  |  |  |  |
| |                                                                    |  |  |  |  |  |  |  |  |  |  |  |  |  |  |  |
| |                                                                    |  |  |  |  |  |  |  |  |  |  |  |  |  |  |  |
| | 15. Princesa Amalia de Hesse-Darmstadt                             |  |  |  |  |  |  |  |  |  |  |  |  |  |  |  |
| |                                                                    |  |  |  |  |  |  |  |  |  |  |  |  |  |  |  |
| |                                                                    |  |  |  |  |  |  |  |  |  |  |  |  |  |  |  |
| | 31. Condesa Palatina Carolina de Zweibrücken-Birkenfeld (= 25)     |  |  |  |  |  |  |  |  |  |  |  |  |  |  |  |
| |                                                                    |  |  |  |  |  |  |  |  |  |  |  |  |  |  |  |
| |                                                                    |  |  |  |  |  |  |  |  |  |  |  |  |  |  |  |